# Carl Arthur Oxholm
Carl Arthur O'Neill Oxholm (16. september 1804 på St. Croix – 19. juli 1839) var en dansk officer, broder til Frederik Thomas, Oscar og Waldemar Tully Oxholm.
Oxholm var søn af general Peter Lotharius Oxholm og Ann O'Neill af adelig irsk afstamning og fødtes på St. Croix. Han dimitteredes 1820 fra Herlufsholm, blev forstkandidat og indtrådte som løjtnant i Livgarden til Fods. Forst- og jagtjunker 1822, kammerjunker 1824. Sidstnævnte år tog han til Spanien, hvor moderens slægt var naturaliseret under navnene Marquis del Norte og Marquis del Granja. Han ansattes ved livvagten og var allerede brigadechef, da han i kampen mod Carlisterne blev såret ved Lucana 17. juli 1839. 2 dage senere døde han af sine sår. Spanske officerer har rejst et monument på hans grav i Castellon de la Plana. Han var ugift.